# 트레버자유꼬리박쥐
트레버자유꼬리박쥐(Mops trevori)는 큰귀박쥐과에 속하는 박쥐의 일종이다. 중앙아프리카공화국과 콩고민주공화국, 코트디부아르, 가나, 기니, 나이지리아, 남수단, 우간다에서 발견된다. 자연 서식지는 아열대 또는 열대 기후 지역의 건조림과 습윤 사바나 지역이다. 서식지 감소로 위협을 받고 있다.